# Pateřín
Pateřín – wieś, część gminy Bílá Lhota, położona w kraju ołomunieckim, w powiecie Ołomuniec, w Czechach.